# Dig (Miles Davis)
| Recensione | Giudizio |
| ---------- | -------- |
| AllMusic   |          |

Dig è un album del trombettista jazz Miles Davis (accreditato in copertina a Miles Davis featuring Sonny Rollins) pubblicato dalla Prestige nel 1956.

## Il disco
L'album raccoglie le incisioni effettuate il 5 ottobre 1951 da Miles Davis per la Prestige Records presso gli Apex Studio di New York. La particolarità di quella seduta fu che era stata organizzata dalla casa discografica per registrare materiale appositamente pensato per il nuovo formato discografico dei long playing, cioè dischi a "lunga durata" a 33 giri (in realtà 33⅓ giri al minuto). Tale formato, introdotto nel 1948, permetteva di superare il normale limite di durata dei dischi a 78 giri (2-3 minuti).
L'incisione del 5 ottobre fu una delle prime realizzate in ambito jazz per il nuovo formato. I vantaggi risultarono evidenti. Per la prima volta i musicisti jazz potevano prodursi in improvvisazioni più lunghe, alternando gli assoli, allo stesso modo delle normali esibizioni dal vivo nei club, senza la necessità di dover concentrare tutto nei pochi minuti imposti dalla durata massima dei dischi fino a quel momento commercializzati. La Prestige aveva iniziato tale pratica nell'agosto dello stesso anno con Zoot Sims e poi con Gerry Mulligan
Le registrazioni furono subito utilizzate dalla casa discografica per alcuni LP a 10 pollici pubblicati nei due anni successivi. Tra essi The New Sounds del 1952, di fatto il primo album di Miles Davis, nel quale furono inclusi quattro brani.
(Ira Gitler)
Quasi tutti furono comunque pubblicati anche sul tradizionale supporto a 78 giri, tipicamente suddivisi in due parti (una per lato). Bluing, della durata record di quasi 10 minuti, fu addirittura suddiviso in tre parti pubblicate in due diversi 78 giri.
Solo nel 1956, quando il mercato discografico aveva definitivamente optato per il formato a 12 pollici (30 cm) dei long playing, la Prestige Records pubblicò l'album Dig, contenente cinque delle sette tracce registrate nella sessione del 5 ottobre 1951 e accreditato, come partecipazione, anche a Sonny Rollins nel frattempo divenuto uno dei jazzisti più quotati dello stile hard bop. Le altre due furono incluse nella contemporanea compilation collettiva Conception, disco contenente anche musiche di Lee Konitz, Stan Getz, Gerry Mulligan e Zoot Sims e che prende il titolo proprio da uno dei due brani di Davis. Nelle note di copertina Dig viene già presentato come "rimasterizzato" a cura del tecnico del suono della Prestige Rudy Van Gelder.
Con l'abbandono del formato a 10 pollici, Dig entrò di fatto nella discografia ufficiale di Davis nel catalogo Prestige. Fu riedito nel 1964 con il titolo Diggin' with the Miles Davis Sextet (riprendendo la fortunata moda dei dischi di Davis intitolati con un verbo al gerundio iniziata con Cookin' with the Miles Davis Quintet) e negli anni settanta in varie versioni, tra le quali una contenente tutti i brani registrati nel corso della seduta. Un disco intitolato Conception, che nulla ha a che vedere con la raccolta omonima del 1956, fu distribuito nel 1970 e conteneva per la prima volta tutte e sette le tracce registrate il 5 ottobre 1951.
Le ultime riedizioni di Dig su CD, rimasterizzato digitalmente nel 1987 dalla Fantasy Records che aveva rilevato il catalogo Prestige, furono ampliate con i brani Conception e My Old Flame precedentemente esclusi dal 33 giri originale, andando così a completare tutta la sessione.
Quella del 5 ottobre 1951 fu la seconda seduta di registrazione di Miles Davis come leader per la Prestige e fu la prima in assoluto per l'allora diciannovenne sassofonista Jackie McLean. Partecipò, ma solo come spettatore, anche Charlie Parker accompagnato dal figlio.
(Miles Davis, Miles. L'autobiografia)
Musicalmente i brani di Dig vengono ricordati per essere tra i primi a segnare il passaggio tra il bebop parkeriano e il successivo hard bop. Accanto a musicisti già rodati, come il contrabbassista Tommy Potter, che aveva fatto parte con il trombettista del celebre quintetto di Charlie Parker, e Art Blakey, futuro leader dei Jazz Messengers, Davis riunì intorno a sé il già promettente Sonny Rollins e il giovanissimo Jackie McLean, emulo di Parker oltre al pianista Walter Bishop Jr., accompagnatore abituale di Parker. La musica si discosta già dal bebop e, nel lirismo della tromba di Davis e nel sassofono di Rollins, lascia già intravedere la nuova tendenza musicale che segnerà il decennio.
Tra i brani registrati, quattro sono composizioni originali di Miles Davis. Il lunghissimo blues Bluing, introdotto dal pianoforte di Bishop, nel quale il trombettista si esibisce in due assoli. Alla fine del secondo, stanchissimo, urla al batterista Blakey di concludere lui il pezzo. Dig è un veloce pezzo bop che già anticipa certe venature ruvide del jazz "duro". Out of Blue rimanda in parte alle composizioni più tipicamente orchestrali in tempo medio del bebop. Denial è anch'esso un pezzo veloce e tipicamente boppistico, basata sulla progressione armonica di Confirmation di Charlie Parker. Tutti questi brani risentono fortemente della possibilità di non limitare temporalmente la registrazione.
Conception è una composizione del pianista inglese George Shearing che Davis aveva già registrato l'anno precedente col titolo Deception, modificandone parzialmente la musica e attribuendosene la paternità, per la formazione di Birth of the Cool. Questa nuova versione, nella quale vengono ripristinati il titolo e l'autore originali, mantiene l'arrangiamento cool di Gerry Mulligan per il "nonetto", ma con una ritmica decisamente più sostenuta e ovviamente una durata maggiore. Secondo l'autobiografia di Davis, nel brano suonerebbe anche Charles Mingus, non accreditato per motivi contrattuali.
A completamento della scaletta Davis scelse due standard, la sempreverde It's Only a Paper Moon, in grado di valorizzare il lirismo della tromba di Davis soprattutto nel registro medio, e l'unica ballad, My Old Flame, già incisa da Davis con Parker nel 1947.
Per Miles Davis, che si dirà molto soddisfatto della registrazione, inizierà di lì a poco il periodo buio della dipendenza dalla droga, fase dalla quale riuscirà a riemergere solo nel 1954 dopo aver rischiato seriamente di compromettere la sua carriera.

## Tracce
LP (1956, Prestige Records, PRLP 7012)
Lato A
1. Dig – 7:33 (musica: Miles Davis)
2. It's Only a Paper Moon – 5:23 (testo: Billy Rose, Yip Harburg – musica: Harold Arlen)
3. Denial – 5:39 (musica: Miles Davis)

Lato B
Testi e musiche di no.
1. Bluing – 9:55 (musica: Miles Davis)
2. Out of the Blue – 6:15 (musica: Miles Davis)

CD (1991, Prestige Records, 00025218110525)
1. Dig – 7:33 (musica: Miles Davis)
2. It's Only a Paper Moon – 5:23 (testo: Billy Rose, Yip Harburg – musica: Harold Arlen)
3. Denial – 5:39 (musica: Miles Davis)
4. Bluing – 9:55 (musica: Miles Davis)
5. Out of the Blue – 6:15 (musica: Miles Davis)
6. Conception – 4:01 (musica: George Shearing) – Traccia bonus
7. My Old Flame – 6:34 (testo: Sam Coslow – musica: Arthur Johnston) – Traccia bonus

## Musicisti
- Miles Davis – tromba
- Sonny Rollins – sassofono tenore
- Jackie McLean – sassofono contralto (eccetto nei brani: It's Only a Paper Moon e My Old Flame)
- Walter Bishop, Jr. – pianoforte
- Tommy Potter – contrabbasso
- Art Blakey – batteria

### Produzione
- Bob Weinstock – produzione, supervisione, foto copertina album originale
- Registrazioni effettuate il 5 ottobre 1951 a New York City, New York
- Rudy Van Gelder – ingegnere delle registrazioni
- Bob Parent – design copertina album
- Ira Gitler – note retrocopertina album originale [13]

## Edizioni
- 1956 – LP, Prestige Records LP 7012, copertina grigia
- 1957 – LP, Prestige Records LP 7012, copertina colorata[1]
- 1964 – Diggin' with The Miles Davis Sextet, LP, Prestige Records LP 7281, riedizione con titolo e copertina diversi
- 1970 – Conception, LP, Prestige Records LP 7744, riedizione con titolo e copertina diversi con tutti e sette i brani del 5 ottobre 1951
- 1975 – LP (doppio), Prestige Records P-24054, compilation che contiene, oltre a tutti e sette i brani del 5 ottobre 1951, anche brani registrati il 17 gennaio 1951 e il 19 febbraio 1953
- 1982 – LP, Original Jazz Classics Fantasy Records OJC-005
- 1991 – CD, Original Jazz Classics Fantasy Records OJCCD 005-2, edizione rimasterizzata con tutti e sette i brani del 5 ottobre 1951
- 2009 – All Miles - The Prestige Albums, CD (x14), Universal Classics & Jazz 0600753217566, Italia, cofanetto che contiene la versione rimasterizzata del 1991
- 2010 – All Miles - The Prestige Albums, CD (x14), Universal Classics & Jazz 0600753315729, Italia, cofanetto che contiene la versione rimasterizzata del 1991
- 2010 – CD, Original Jazz Classics Concord Music Group 0888072323278, edizione rimasterizzata digitalmente

### Singoli e altri album
Le registrazioni della seduta del 5 ottobre 1951 furono pubblicate in singoli a 78 giri (nel 1952 e probabilmente nel 1953), in album a 10 pollici e in EP a 45 giri (a partire probabilmente dal 1955).
78 giri
- Miles Davis, My Old Flame, Pt. 1 & 2, 78gg, Prestige Records PR 766
- Miles Davis, Dig, Pt. 1 & 2, 78gg, Prestige Records PR 777
- Miles Davis, It's Only a Paper Moon, Pt. 1 & 2, 78gg, Prestige Records PR 817
- Miles Davis, Bluing, Pt. 1 & 2, 78gg, Prestige Records PR 846
- Miles Davis, Conception / Bluing, Pt. 3, 78gg, Prestige Records PR 868
- Miles Davis, Out of the Blue, Pt. 1 & 2, 78gg, Prestige Records PR 876

Long playing 33 giri 10"
- 1952 – Miles Davis, The New Sounds, LP 10", Prestige Records PRLP 124
- 1953 – Miles Davis, Blue Period, LP 10", Prestige Records PRLP 140

Extended play 45 giri
- Miles Davis, Miles Davis with Sonny Rollins, Vol. 1, EP, Prestige Records PREP 1339
- Miles Davis, Miles Davis with Sonny Rollins, Vol. 2, EP, Prestige Records PREP 1349
- Miles Davis, Miles Davis, EP, Prestige Records PREP 1355
- Miles Davis, Miles Davis Sextet, EP, Prestige Records PREP 1361
- 1964 – Miles Davis, Dig / It's Only a Paper Moon, 45gg, Prestige Records 45-321